# Hapag-Lloyd
Hapag-Lloyd es una compañía de transporte alemana. En la actualidad está compuesta del grupo de transporte marítimo Hapag-Lloyd AG y de Hapag-Lloyd Cruises.

## Historia
Hapag-Lloyd se fundó en 1970 a partir de la fusión de dos compañías marítimas: Hamburg America Line y Norddeutscher Lloyd, empresas marítimas centenarias que se crearon en 1847 y 1857, respectivamente.

### Hamburg America Line
La Hamburg America Line (HAPAG) fue fundada en Hamburgo en 1847 para el transporte a través del océano Atlántico de personas y bienes. En 1912, empresa construyó su primer trío de grandes transatlánticos; el SS Imperator, seguido del SS Vaterland. El tercer buque, el SS Bismarck, se encontraba en construcción al inicio de la Primera Guerra Mundial y fue completado al final de la guerra y entregado a la naviera White Star Line como reparaciones de guerra, siendo rebautizado como Majestic. Estos tres buques fueron los primeros en exceder de las 50 000 toneladas brutas y los 275 metros de largo.
Tras el final de la guerra, HAPAG reconstruyó su flota con barcos de menor tamaño, aunque su flota fue nuevamente eliminada durante la Segunda Guerra Mundial, tras la cual los barcos supervivientes fueron transferidos al bando aliado.

### Norddeutscher Lloyd

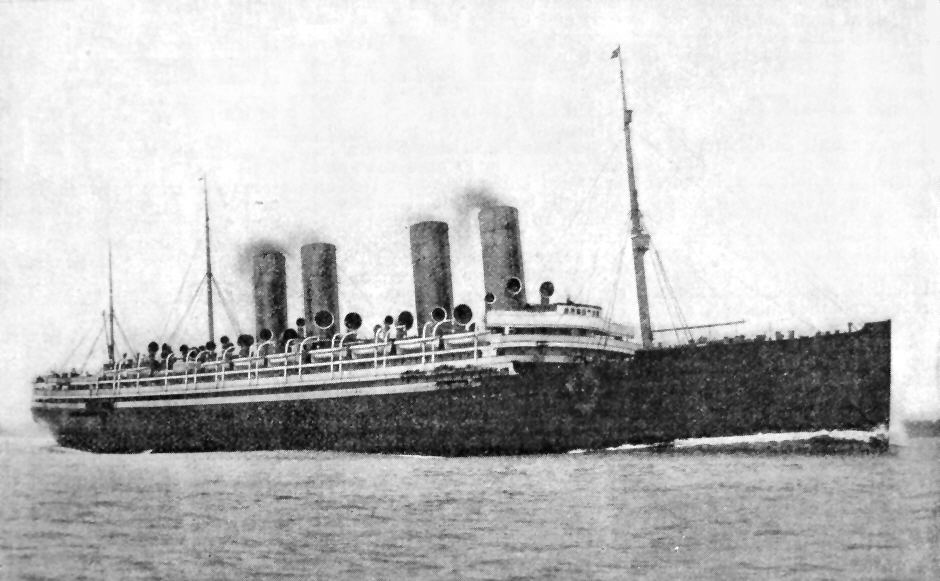
El, que realizó su viaje inaugural en 1903.

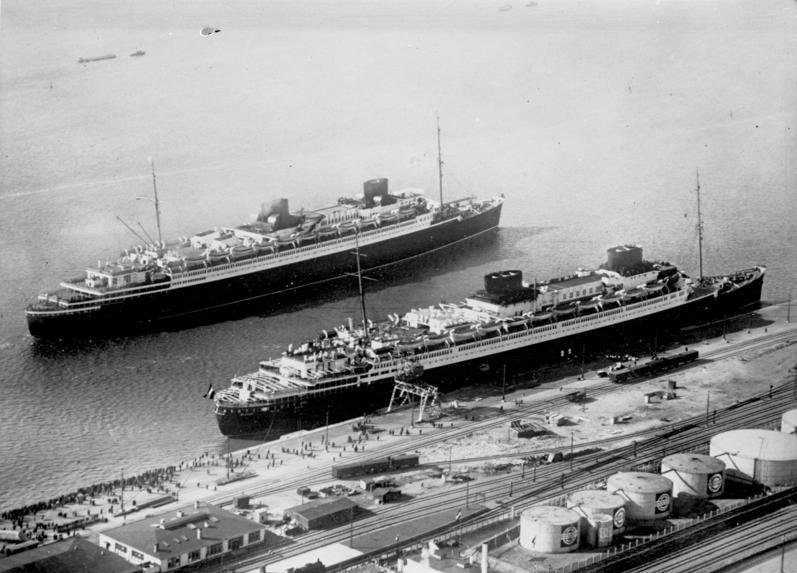
Los buques y, dos de los principales transatlánticos de la Norddeutscher Lloyd.

La Norddeutscher Lloyd (NDL) fue fundada en Bremen en 1856. Rápidamente se convirtió en una de las más importantes compañías navieras de Alemania, ofreciendo servicios de transporte de pasajeros y mercancías entre Bremen y Nueva York, acaparando principalmente el servicio de inmigrantes a los Estados Unidos.
La NDL fue creciendo de forma gradual a finales del siglo XIX y comienzos del siglo XX, que culminó con la construcción de los buques de la clase Kaiser, reuniendo eventualmente una flota que transportaba a miles de emigrantes hacia el oeste, que alcanzó un máximo de 240 000 pasajeros anuales en 1913.
El estallido de la Primera Guerra Mundial supuso el internamiento de su flota de 135 barcos en Hoboken (Estados Unidos), que pasó a ser una incautación cuando dicho país entró en la guerra en 1917. De igual forma, su base de operaciones en Hoboken fue confiscada y entregada a la Marina de los Estados Unidos, que la usó como intercambiador hasta el final de las hostilidades.
Las operaciones de la NDL recomenzaron en 1922, cuando se permitió a la compañía recomprar su antigua base de la United States Alien Property Administrator. La compañía relanzó sus actividades con la construcción de nuevos y rápidos barcos, Bremen y Europa en 1929–30.
Al comienzo de la Segunda Guerra Mundial, la NDL sufrió la misma experiencia, siendo su flota incautada cuando Estados Unidos entró en guerra en 1941. La única excepción fue la del Bremen, que atravesó el Atlántico a toda velocidad y pudo encontrar protección en Murmansk en 1939, trasladándose después a su ciudad de origen, donde permaneció durante el resto del conflicto.
El servicio de pasajeros fue reanudado en 1954 con el MS Berlin, anteriormente el Gripsholm de la Swedish American Line. Posteriormente otros dos barcos de segunda mano, SS Bremen (anteriormente Pasteur) y MS Europa (anteriormente Kungsholm de la Swedish American Line), fueron adquiridos.
El servicio continuó de esta manera, pero años más tarde se decidió que existían demasiados competidores en el negocio del transporte marítimo, en una época en la que el tráfico de pasajeros transatlántico estaba sufriendo una dura caída con la llegada de los aviones de línea a reacción a partir de la década de 1960. Esto resultó en la fusión de la NDL con la Hamburg America Line en 1970.
Durante sus años de actividad, la NDL obtuvo varios récords de velocidad. Entre ellos figura el récord entre Southampton y Nueva York, establecido en 8 días (1881), que fue realizado por el buque Elbe y que se mantuvo hasta 1900; o el récord a la travesía transatlántica más rápida realizado por el Bremen en 1929 (ver Banda Azul).

### Hapag-Lloyd

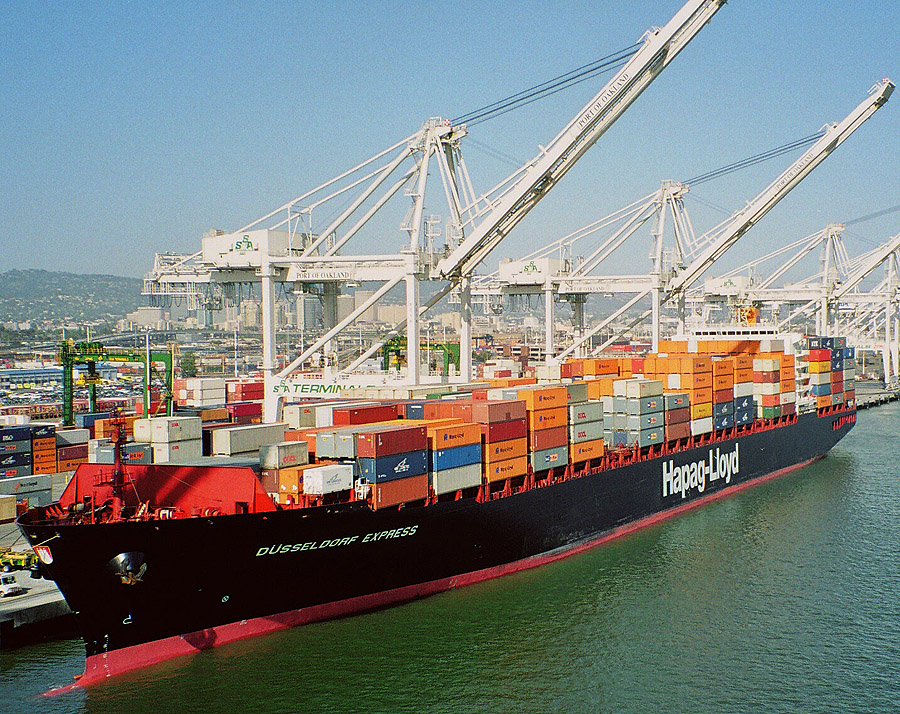
El Düsseldorf Express, carguero de Hapag-Lloyd.

En 1972 se creó una nueva filial, la compañía aérea Hapag-Lloyd Flug. En 1998 la empresa Preussag adquiere las empresas Hapag-Lloyd AG y TUI para formar así el grupo TUI AG. Hapag-Lloyd reagrupa las filiales marítimas y logísticas del grupo TUI.
En 2005 el grupo TUI adquiere por 1,7 miles de millones de euros, las empresas canadiense CP Ships, de forma que el grupo pasó a convertirse en la cuarta empresa marítima más importante del mundo portacontenedores.
En octubre del 2008 TUI AG vendió la mayoría de sus acciones de Hapag-Lloyd (56.67%) al consorcio Albert Ballin, compuesto por la Ciudad de Hamburgo, Kühne Holding AG, Signal Iduna, HSH Nordbank, M.M.Warburg Bank y HanseMerkur. El restante de las acciones siguen siendo propiedad de TUI AG.
A finales de 2013, Hapag-Lloyd comienza exitosas negociaciones con la compañía naviera chilena CSAV asumiendo el control de su negocio de contenedores en diciembre de 2014. Para el verano de 2015, el negocio de contenedores es integrado con éxito. Como resultado, Hapag-Lloyd se convierte en la cuarta más grande línea naviera a nivel mundial. Por su parte, CSAV recibió 30 por ciento de participación en Hapag-Lloyd, misma que incrementó a un 34 por ciento como resultado del aumento de capital en efectivo. En noviembre de 2015, Hapag-Lloyd tiene éxito en la salida a bolsa y reporta aproximadamente 265 millones de Euros para la compra de nuevos barcos y contenedores.

## Filiales del grupo Hapag-Lloyd

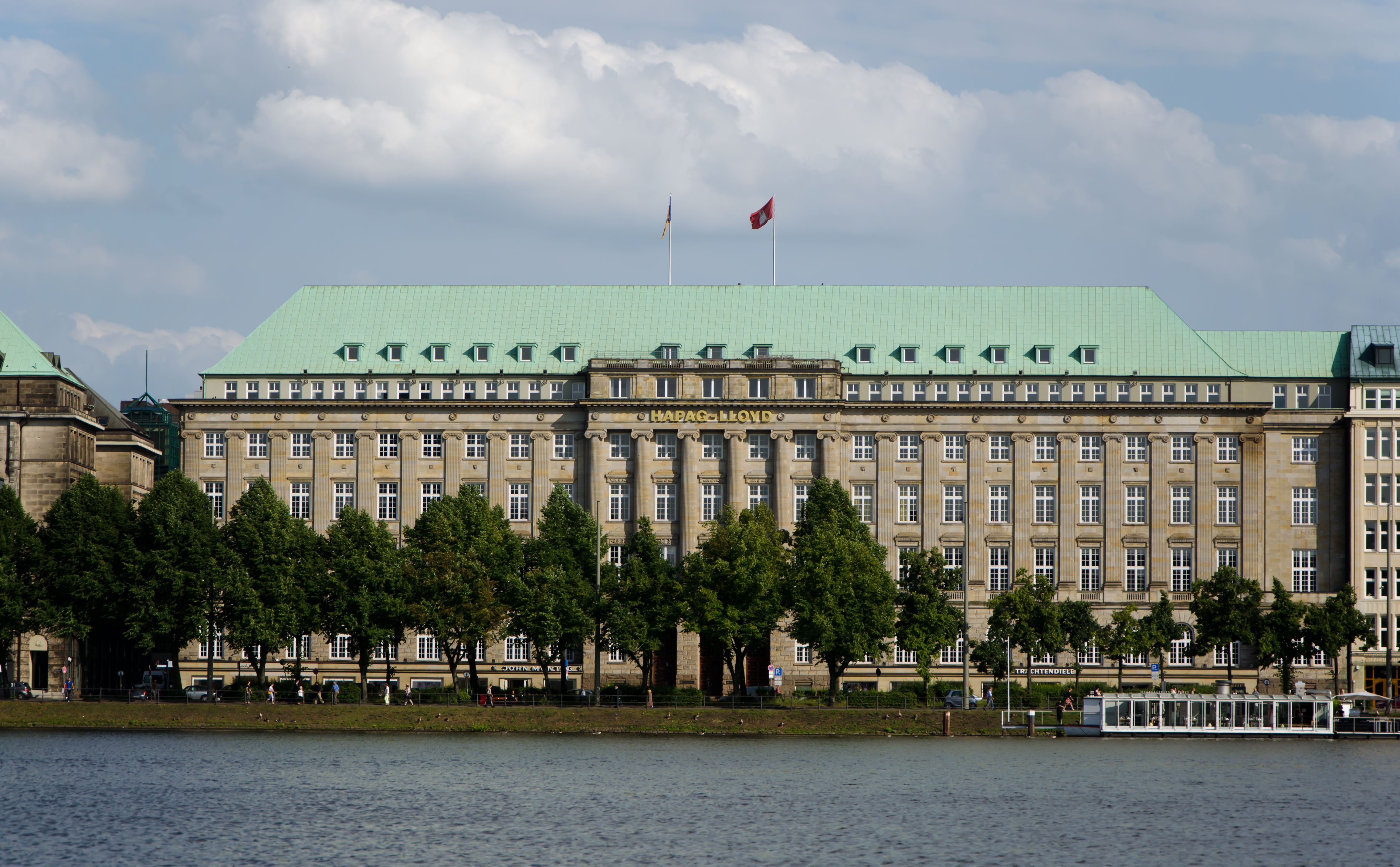
Sede social de Hapag-Lloyd en Hamburgo

### Hapag-Lloyd Kreuzfahrten
Consiste en una flota de cuatro buques de cruceros: el MS Europa, el MS Europa2, el MS Hanseatic y el MS Bremen.

### Hapag-Lloyd Container Linie
Una flota de 55 buques portacontenedores, de una capacidad de 226.000 TEU.

### CP Ships
Una flota de 55 portacontenedores con una capacidad de 187.000 TEU.

### Otras marcas del grupo Hapag-Lloyd
Otras empresas que portan el nombre 'Hapag-Lloyd son:
- Hapag-Lloyd Reisebüro, agencia de viajes;
- Hapagfly, compañía aérea, rebautizada como Hapag-Lloyd Flug desde 2005;
- Hapag-Lloyd Express (HLX), aerolínea de bajo coste.

Estas empresas no pertenecen a Hapag-Lloyd. Las dos primeras son filiales del grupo TUI AG. Mientras que HLX la creó directamente TUI en 2002 sirviéndose de la popularidad de la marca Hapag-Lloyd.

## Cruceros Hapag-Lloyd

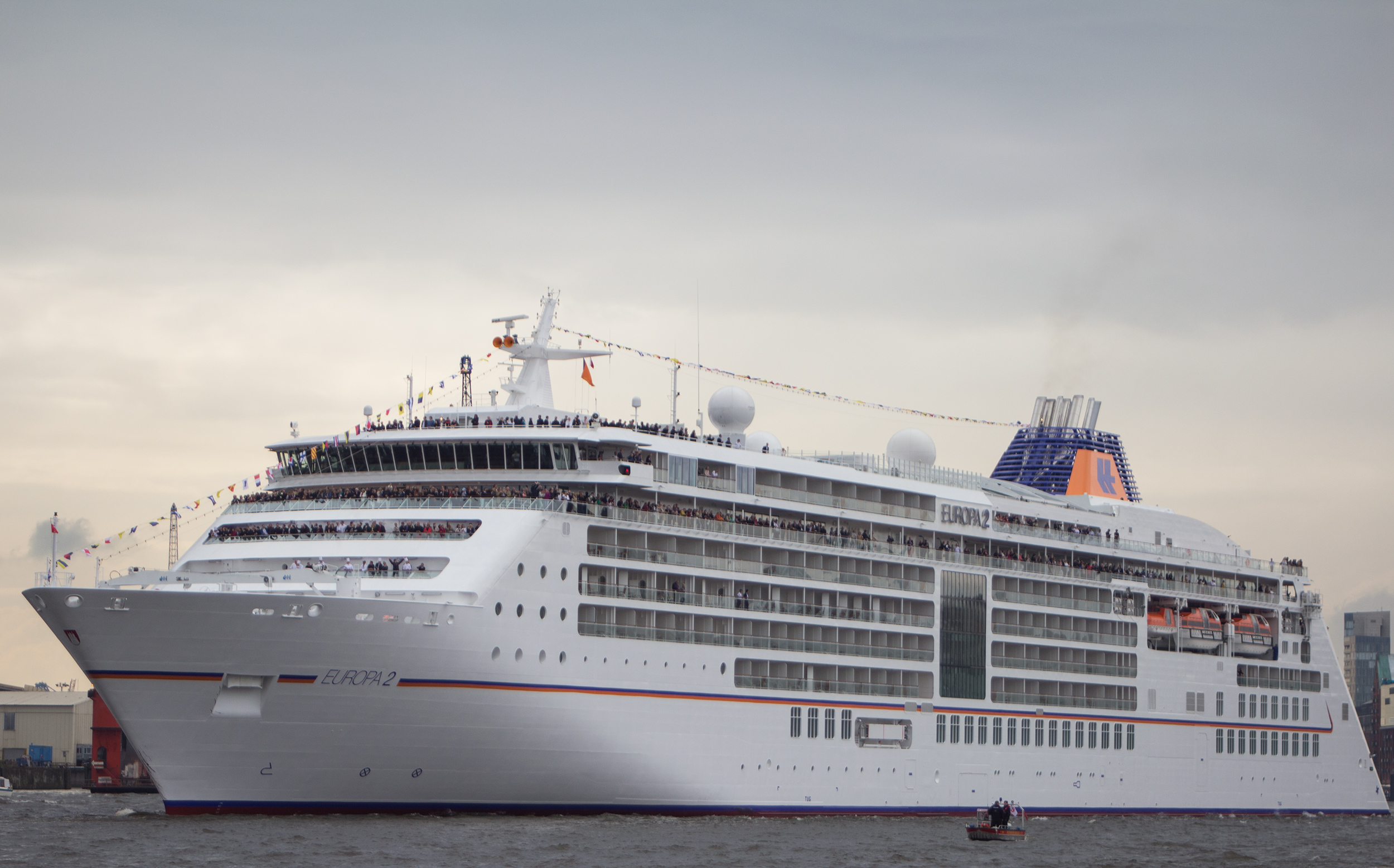
Crucero Europa 2 en Hamburgo

### Flota operativa
- MS Europa
- MS Hanseatic
- MS Bremen
- MS Europa 2

### Barcos anteriores
- MS Kungsholm (1970-1981)
- MS Golden Princess chárter (1979-1980)
- MS Saga Sapphire (1981-1999)
- MS Insignia chárter (2012-2014)
- MS Hamburg chárter (2012-2014)